# Radun'
Radun' (vitryska: Радунь) är en köping i Vitryssland.   Den ligger i voblasten Hrodna voblast, i den nordvästra delen av landet, 170 km väster om huvudstaden Horad Mіnsk. Radun' ligger 155 meter över havet och antalet invånare är 2 355.

## Natur och klimat
Terrängen runt Radun' är platt, och sluttar österut. Runt Radun' är det ganska glesbefolkat, med 25 invånare per kvadratkilometer.. Närmaste större samhälle är Zhyrmuny, 15,0 km öster om Radun'.
Trakten runt Radun' består till största delen av jordbruksmark. Inlandsklimat råder i trakten. Årsmedeltemperaturen i trakten är 4 °C. Den varmaste månaden är juli, då medeltemperaturen är 18 °C, och den kallaste är februari, med −11 °C.